# Hans-Joachim Höhn
Hans-Joachim Höhn (* 9. April 1957 in Nomborn) ist ein deutscher römisch-katholischer Theologe.

## Leben
Von 1976 bis 1981 studierte Höhn Philosophie und Katholische Theologie in Frankfurt an der Philosophischen-Theologischen Hochschule Sankt Georgen und an der J.W.Goethe-Universität sowie in Rom an der Päpstlichen Universität Gregoriana. Von 1982 bis 1984 promovierte er an der Universität Freiburg mit der Dissertation Kirche und kommunikatives Handeln. Studien zur Theologie und Praxis der Kirche in der Auseinandersetzung mit den Sozialtheorien Niklas Luhmanns und Jürgen Habermas zum Doktor der Theologie mit der Note summa cum laude. Anschließend arbeitete er bis 1986 als Wissenschaftlicher Assistent für Alois Grillmeier am Institut für Dogmen- und Konziliengeschichte der Phil.-Theol. Hochschule Sankt Georgen/Frankfurt. Danach war er Habilitand an der Universität Bonn. Diese schloss er 1989 ab und wurde zum Privatdozent ernannt.
Von 1986 bis 1990 war Höhn als Pastoralreferent im Bistum Limburg tätig, von 1991 bis 2023 war er Professor für Systematische Theologie und (seit 1995 auch für) Religionsphilosophie an der Philosophischen Fakultät der Universität zu Köln. Seit dem 1. April 2023 ist er emeritiert.
Seit 2000 schrieb er Artikel für die Herder Korrespondenz.
Er unterzeichnete das Memorandum Kirche 2011: Ein notwendiger Aufbruch. Als Konsequenz verlor er durch ein Veto des Kölner Erzbischofs Joachim Meisner sein Amt als Berater der Medienkommission der Deutschen Bischofskonferenz.

## Forschung
Höhns Forschungsschwerpunkte sind postsäkulare Konstellationen von Religion und Gesellschaft, theologische Aphoristik, Philosophie und Theologie im Format einer Existentialen Semiotik und Theologie und Theopoetik.

## Schriften (Auswahl)
in der Reihenfolge des Erscheinens
- Zerstreuungen. Religion zwischen Sinnsuche und Erlebnismarkt. Patmos, Düsseldorf 1998.
- Zustimmen. Der zwiespältige Grund des Daseins. Echter, Würzburg 2001.
- Ökologische Sozialethik. Grundlagen und Perspektiven. Schöningh, Paderborn 2001.
- Spüren. Die ästhetische Kraft der Sakramente. Echter, Würzburg 2002.
- Versprechen. Das fragwürdige Ende der Zeit. Echter, Würzburg 2003.
- Zeit-Diagnose. Theologische Orientierung im Zeitalter der Beschleunigung. Wissenschaftliche Buchgesellschaft, Darmstadt 2006.
- Postsäkular. Gesellschaft im Umbruch – Religion im Wandel. Schöningh, Paderborn 2007.
- Der fremde Gott. Glaube in postsäkularer Kultur. Echter, Würzburg 2008.
- mit Karl Gabriel: Religion heute – öffentlich und politisch. Provokationen, Kontroversen, Perspektiven. Schöningh, Paderborn 2008.
- Zeit und Sinn. Religionsphilosophie postsäkular. Schöningh, Paderborn 2010.
- Gott – Offenbarung – Heilswege. Fundamentaltheologie. Echter, Würzburg 2011.
- Gewinnwarnung. Religion – nach ihrer Wiederkehr. Schöningh, Paderborn 2015.